# Bahnstrecke Regensburg–Ingolstadt
| |                                                                                                   |                                                 |                                                 |
| Streckennummer (DB): | 5851                                                                                              |                                                 |                                                 |
| Kursbuchstrecke (DB): | 993                                                                                               |                                                 |                                                 |
| Kursbuchstrecke: | 411k (1946) 411m (Regensburg Hbf – Sinzing 1946) 417 (Regensburg Hbf – Regensburg-Prüfening 1946) |                                                 |                                                 |
| Streckenlänge: | 73,913 km                                                                                         |                                                 |                                                 |
| Spurweite: | 1435 mm (Normalspur)                                                                              |                                                 |                                                 |
| Streckenklasse: | D4                                                                                                |                                                 |                                                 |
| Stromsystem: | 15 kV 16,7 Hz ~                                                                                   |                                                 |                                                 |
| Minimaler Radius: | 430 m                                                                                             |                                                 |                                                 |
| Streckengeschwindigkeit: | 140 km/h                                                                                          |                                                 |                                                 |
| Zugbeeinflussung: | PZB                                                                                               |                                                 |                                                 |
| |                                                                                                   |                                                 |                                                 |
| \| \| \| von München Hbf \| \| \| \| \| von Weiden (Oberpf) \| \| \| \| 0,000 \| Regensburg Hbf \| 339 m \| \| \| 3,124 \| nach Nürnberg Hbf \| nach Nürnberg Hbf \| \| \| 3,693 \| Regensburg-Prüfening \| Regensburg-Prüfening \| \| \| 4,000 \| Regensburg Schützenheim \| Regensburg Schützenheim \| \| \| 4,300 \| Regensburg Pflanzgarten \| Regensburg Pflanzgarten \| \| \| \| Bahnstrecke Nürnberg–Regensburg \| \| \| \| 5,277 \| Donaubrücke bei Sinzing (243 m) \| Donaubrücke bei Sinzing (243 m) \| \| \| 5,600 \| Kleinprüfening \| Kleinprüfening \| \| \| 6,217 \| Sinzing (b Regensburg) (ehem. PV) \| Sinzing (b Regensburg) (ehem. PV) \| \| \| \| nach Alling \| \| \| \| 6,865 \| Schwarze Laber (73 m) \| Schwarze Laber (73 m) \| \| \| 7,045 \| Sinzing \| Sinzing \| \| \| 11,380 \| Matting \| Matting \| \| \| 12,438 \| Matting Ausweiche \| Matting Ausweiche \| \| \| 15,160 \| Gundelshausen \| Gundelshausen \| \| \| 17,080 \| Poikam \| Poikam \| \| \| 17,627 \| Donaubrücke Poikam (212 m) \| Donaubrücke Poikam (212 m) \| \| \| 19,023 \| Bad Abbach \| Bad Abbach \| \| \| \| Anschluss Kalkwerk Saal \| \| \| \| 24,663 \| Saal (Donau) \| 345 m \| \| \| \| nach Kelheim \| \| \| \| 31,670 \| Thaldorf-Weltenburg \| Thaldorf-Weltenburg \| \| \| 36,800 \| Arnhofen \| Arnhofen \| \| \| 39,861 \| Abensberg \| 370 m \| \| \| 41,104 \| Abens (47 m) \| Abens (47 m) \| \| \| 46,336 \| Neustadt (Donau) \| Neustadt (Donau) \| \| \| \| Anschluss Bayernoil-Raffinerie \| \| \| \| \| Anschluss Petrochemie Münchsmünster / Infraserv \| \| \| \| 53,706 \| Münchsmünster \| 358 m \| \| \| 59,315 \| Ilm (64 m) \| Ilm (64 m) \| \| \| 59,950 \| Vohburg-Rockolding \| Vohburg-Rockolding \| \| \| \| von Vohburg Werkbahnhof Bayernoil \| \| \| \| 62,427 \| Ernsgaden (Abzw) \| Ernsgaden (Abzw) \| \| \| 62,594 \| Ernsgaden Hp \| Ernsgaden Hp \| \| \| 66,723 \| Manching \| Manching \| \| \| 67,934 \| Paar (87 m) \| Paar (87 m) \| \| \| 68,600 \| Manching West \| Manching West \| \| \| \| von Ingolstadt Nürnberger Bund \| \| \| \| 69,875 \| Ingolstadt-Sandrach (Abzw) \| Ingolstadt-Sandrach (Abzw) \| \| \| \| von München \| \| \| \| \| von Augsburg-Hochzoll \| \| \| \| 73,913 \| Ingolstadt Hbf \| Ingolstadt Hbf \| \| \| \| nach Neuoffingen (bis 1995) \| \| \| \| \| nach Treuchtlingen \| \| \| \| \| \| \| \| Quellen: [2][3][4][5][6] \| \| \| \| |                                                                                                   |                                                 |                                                 |
| Strecke |                                                                                                   | von München Hbf                                 | von München Hbf                                 |
| Abzweig geradeaus und von rechts |                                                                                                   | von Weiden (Oberpf)                             | von Weiden (Oberpf)                             |
| Bahnhof | 0,000                                                                                             | Regensburg Hbf                                  | 339 m                                           |
| Abzweig geradeaus und nach links | 3,124                                                                                             | nach Nürnberg Hbf                               | nach Nürnberg Hbf                               |
| Haltepunkt / Haltestelle | 3,693                                                                                             | Regensburg-Prüfening                            | Regensburg-Prüfening                            |
| ehemaliger Haltepunkt / Haltestelle | 4,000                                                                                             | Regensburg Schützenheim                         | Regensburg Schützenheim                         |
| ehemaliger Haltepunkt / Haltestelle | 4,300                                                                                             | Regensburg Pflanzgarten                         | Regensburg Pflanzgarten                         |
| Kreuzung geradeaus unten |                                                                                                   | Bahnstrecke Nürnberg–Regensburg                 | Bahnstrecke Nürnberg–Regensburg                 |
| Brücke über Wasserlauf | 5,277                                                                                             | Donaubrücke bei Sinzing (243 m)                 | Donaubrücke bei Sinzing (243 m)                 |
| ehemaliger Haltepunkt / Haltestelle | 5,600                                                                                             | Kleinprüfening                                  | Kleinprüfening                                  |
| Dienststation / Betriebs- oder Güterbahnhof | 6,217                                                                                             | Sinzing (b Regensburg) (ehem. PV)               | Sinzing (b Regensburg) (ehem. PV)               |
| Abzweig geradeaus und ehemals nach rechts |                                                                                                   | nach Alling                                     | nach Alling                                     |
| Brücke über Wasserlauf | 6,865                                                                                             | Schwarze Laber (73 m)                           | Schwarze Laber (73 m)                           |
| Haltepunkt / Haltestelle | 7,045                                                                                             | Sinzing                                         | Sinzing                                         |
| ehemaliger Haltepunkt / Haltestelle | 11,380                                                                                            | Matting                                         | Matting                                         |
| Dienststation / Betriebs- oder Güterbahnhof | 12,438                                                                                            | Matting Ausweiche                               | Matting Ausweiche                               |
| Haltepunkt / Haltestelle | 15,160                                                                                            | Gundelshausen                                   | Gundelshausen                                   |
| Haltepunkt / Haltestelle | 17,080                                                                                            | Poikam                                          | Poikam                                          |
| Brücke über Wasserlauf | 17,627                                                                                            | Donaubrücke Poikam (212 m)                      | Donaubrücke Poikam (212 m)                      |
| Bahnhof | 19,023                                                                                            | Bad Abbach                                      | Bad Abbach                                      |
| Abzweig geradeaus und von links |                                                                                                   | Anschluss Kalkwerk Saal                         | Anschluss Kalkwerk Saal                         |
| Bahnhof | 24,663                                                                                            | Saal (Donau)                                    | 345 m                                           |
| Abzweig geradeaus und nach rechts |                                                                                                   | nach Kelheim                                    | nach Kelheim                                    |
| ehemaliger Bahnhof | 31,670                                                                                            | Thaldorf-Weltenburg                             | Thaldorf-Weltenburg                             |
| ehemaliger Haltepunkt / Haltestelle | 36,800                                                                                            | Arnhofen                                        | Arnhofen                                        |
| Bahnhof | 39,861                                                                                            | Abensberg                                       | 370 m                                           |
| Brücke über Wasserlauf | 41,104                                                                                            | Abens (47 m)                                    | Abens (47 m)                                    |
| Bahnhof | 46,336                                                                                            | Neustadt (Donau)                                | Neustadt (Donau)                                |
| Abzweig geradeaus und nach links |                                                                                                   | Anschluss Bayernoil-Raffinerie                  | Anschluss Bayernoil-Raffinerie                  |
| Abzweig geradeaus und von links |                                                                                                   | Anschluss Petrochemie Münchsmünster / Infraserv | Anschluss Petrochemie Münchsmünster / Infraserv |
| Bahnhof | 53,706                                                                                            | Münchsmünster                                   | 358 m                                           |
| Brücke über Wasserlauf | 59,315                                                                                            | Ilm (64 m)                                      | Ilm (64 m)                                      |
| Bahnhof | 59,950                                                                                            | Vohburg-Rockolding                              | Vohburg-Rockolding                              |
| Abzweig geradeaus und von rechts |                                                                                                   | von Vohburg Werkbahnhof Bayernoil               | von Vohburg Werkbahnhof Bayernoil               |
| Blockstelle | 62,427                                                                                            | Ernsgaden (Abzw)                                | Ernsgaden (Abzw)                                |
| Haltepunkt / Haltestelle | 62,594                                                                                            | Ernsgaden Hp                                    | Ernsgaden Hp                                    |
| Dienststation / Betriebs- oder Güterbahnhof | 66,723                                                                                            | Manching                                        | Manching                                        |
| Brücke über Wasserlauf | 67,934                                                                                            | Paar (87 m)                                     | Paar (87 m)                                     |
| ehemaliger Haltepunkt / Haltestelle | 68,600                                                                                            | Manching West                                   | Manching West                                   |
| Abzweig geradeaus und ehemals von rechts |                                                                                                   | von Ingolstadt Nürnberger Bund                  | von Ingolstadt Nürnberger Bund                  |
| Blockstelle | 69,875                                                                                            | Ingolstadt-Sandrach (Abzw)                      | Ingolstadt-Sandrach (Abzw)                      |
| Abzweig geradeaus und von links |                                                                                                   | von München                                     | von München                                     |
| Abzweig geradeaus und von links |                                                                                                   | von Augsburg-Hochzoll                           | von Augsburg-Hochzoll                           |
| Bahnhof | 73,913                                                                                            | Ingolstadt Hbf                                  | Ingolstadt Hbf                                  |
| Abzweig geradeaus und ehemals nach links |                                                                                                   | nach Neuoffingen (bis 1995)                     | nach Neuoffingen (bis 1995)                     |
| Strecke |                                                                                                   | nach Treuchtlingen                              | nach Treuchtlingen                              |
| |                                                                                                   |                                                 |                                                 |
| Quellen: |                                                                                                   |                                                 |                                                 |

Die Bahnstrecke Regensburg–Ingolstadt ist eine eingleisige, elektrifizierte Hauptbahn in Bayern. Sie verläuft im Donautal von Regensburg nach Ingolstadt.

## Geschichte
Der Bau der Bahnlinie Regensburg–Ingolstadt wurde am 29. April 1869 mit der Verabschiedung eines Baugesetzes beschlossen. Der Bau dieser Bahnlinie, mit der die Landesfestung Ingolstadt an den 1859 kurz zuvor in Betrieb genommenen  Hauptbahnhof Regensburg und an dort bestehende Bahnlinien angebunden wurde, hatte ursprünglich vor allem militärische Gründe. Vom Hauptbahnhof ausgehend durchquert die Strecke zunächst Richtung Westen die westlichen Vororte von Regensburg und trifft dann an der westlichen Stadtgrenze auf die hier von Süd nach Nord verlaufende Donau. Da die Bahnstrecke auf der westlichen Seite der Donau Richtung Ingolstadt nach Süden verlaufen sollte, musste  hier eine neue Eisenbahnbrücke über die Donau errichtet werden, die nach dem Ort Sinzing auf der Westseite der Donau benannt wurde und heute auch von Fußgängern genutzt werden kann. Die offizielle Eröffnung der Strecke fand am 1. Juni 1874 statt.
Die genaue Streckenführung war zunächst umstritten. Die Städte Kelheim und Abensberg bestanden beide auf einem direkten Bahnanschluss. Weil ein Streckenverlauf über Kelheim den Bau eines teuren Tunnels parallel zum Donaudurchbruch bei Weltenburg erfordert hätte, fiel die Entscheidung für einen Verlauf über Abensberg. Für den Anschluss von Kelheim wurde als Ausgleich eine 5,5 Kilometer lange Stichbahn zwischen Saal und Kelheim gebaut, die am 15. Februar 1875 eingeweiht wurde. Der Personenverkehr auf dieser Stichbahn wurde 1986 eingestellt.
Die Strecke ist 73,9 Kilometer lang und weitgehend eingleisig, wobei ein zweigleisiger Ausbau bereits vorbereitet ist. Zwischen den Bahnhöfen Sinzing und Gundelshausen wurde zu Beginn des Zweiten Weltkriegs in Höhe der Ortschaft Matting eine (zunächst provisorische) Ausweiche errichtet.
Fahrplanmäßige Zugkreuzungen von Reisezügen sind täglich in Matting sowie an Werktagen außer Samstag in Neustadt (Donau) vorgesehen. Der Bremswegabstand beträgt durchgehend 1000 Meter, die Höchstgeschwindigkeit ist 120 km/h.
Der Personenzughalt im Bahnhof Sinzing wurde im Dezember 2005 aufgegeben, nachdem zuvor nur wenige Meter von der südlichen Bahnhofsgrenze entfernt auf der freien Strecke ein neuer Haltepunkt Sinzing errichtet wurde, der recht zentral im Ort gelegen ist. Der Bahnhof dient seitdem nur als Betriebsbahnhof.
Kurz vor Kriegsende wurden 1945 die beiden Donaubrücken bei Sinzing und Poikam von der Wehrmacht gesprengt (Poikam 26. April vor 3:00 Uhr). Sie wurden aber schnell wieder behelfsmäßig repariert und schon im August 1945 war die Strecke wieder auf der gesamten Länge befahrbar.
Vor allem die Entscheidung, die Region um Ingolstadt zu einem Zentrum der deutschen Erdölindustrie zu machen, führte zu einem erneuten Aufschwung für die Bahnstrecke. Oberbau und Signaltechnik wurden erneuert, die Sinzinger Brücke neu gebaut und die Poikamer Brücke in mehreren Abschnitten saniert. Am 29. September 1978 konnte außerdem der elektrische Betrieb aufgenommen werden.
Es existierten mehrere Stichbahnen, unter anderem
- die Nebenbahn Sinzing–Alling (Eröffnung am 20. Dezember 1875, Stilllegung am 31. Dezember 1985) mit 4,2 Kilometer Länge
- die Nebenbahn Saal–Kelheim (Länge 4,6 Kilometer), von der noch ein Reststück als Anschluss zu einem Industriegebiet und zum Hafen benutzt wird.
- eine schmalspurige Stichstrecke zwischen dem Bahnhof Abensberg und dem Steinbruch im Ortsteil Offenstetten.

Der größte Unfall auf dieser Strecke geschah am 19. Dezember 1969, als bei Rockolding (zwischen Münchsmünster und Ernsgaden) der Güterzug 7672 von Regensburg Rbf nach Vohburg an einem Bahnübergang, dessen Schranken nicht geschlossen waren, einen mit Benzin beladenen Tanklastzug rammte. Der von einer V 90 gezogene Zug bestand ebenfalls aus Kesselwagen mit Benzin und Heizöl; es kam zu einer großen Explosion.
Der Lokführer konnte sich retten, der Lastwagenfahrer verbrannte eingeklemmt in seinem Führerhaus.
Bis zum 11. Dezember 2010 wurde der Personenverkehr auf der Strecke von der Deutschen Bahn betrieben. Zum Einsatz kamen Wendezüge mit n-Wagen, die in der Regel aus drei Wagen bestanden. Die Lokomotive der Baureihe 111 befand sich dabei stets am südwestlichen, also am „Ingolstädter“ Ende des Zugs. Die Lokomotiven stellte allen voran der Betriebshof München, jedoch waren vereinzelt auch Nürnberger und Stuttgarter Maschinen auf der Strecke anzutreffen. In Tagesrandlagen und im Schülerverkehr kamen vereinzelt auch Lokomotiven der Baureihe 143 des Betriebshofs Nürnberg zum Einsatz. Die Reisezugwagen wurden vom Werk Regensburg gestellt.

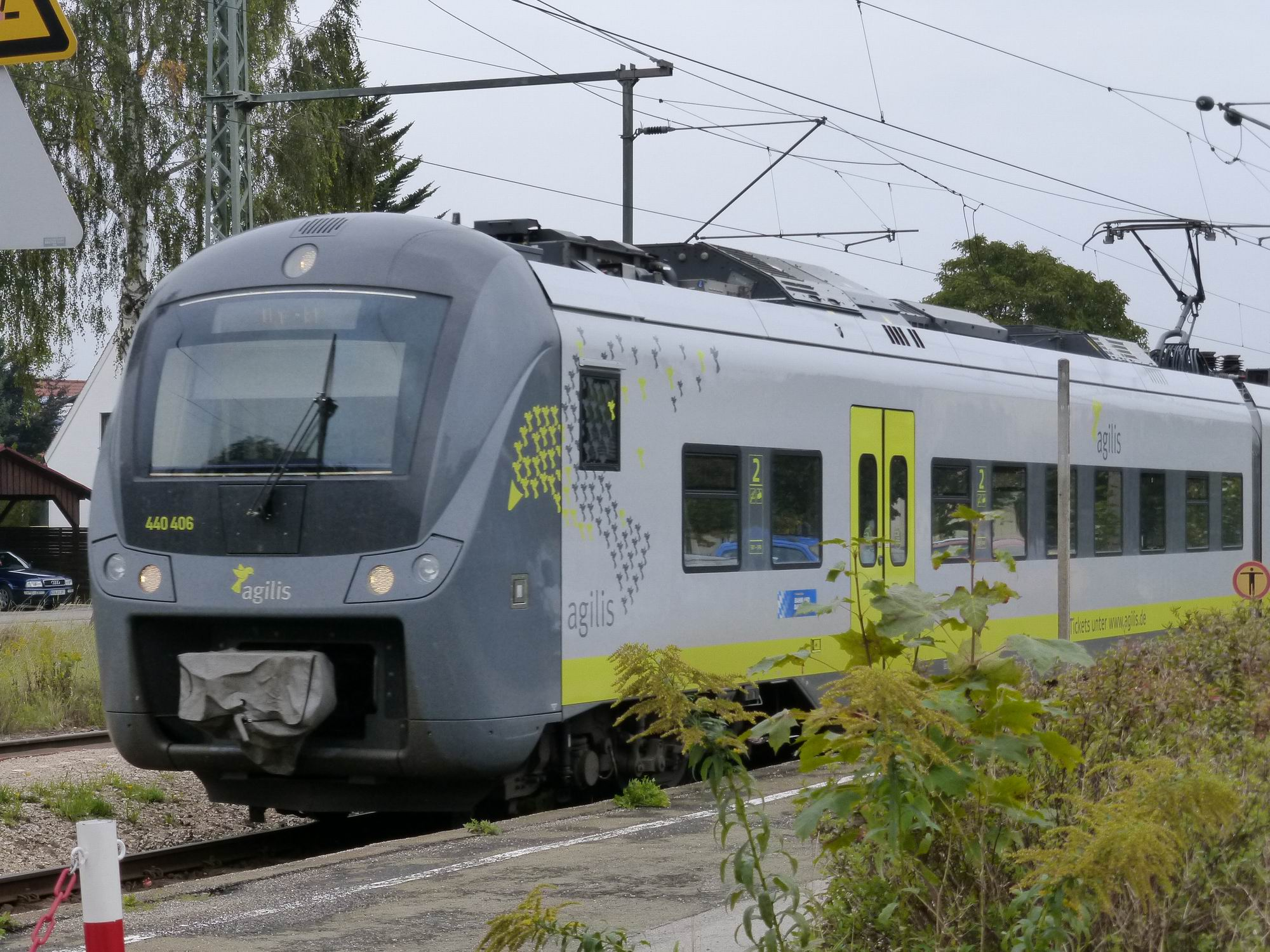
Alstom Coradia Continental der Agilis bei der Einfahrt in den Bahnhof Abensberg

Die Linie Regensburg–Ulm ist Teil des im April 2007 ausgeschriebenen Regensburger Sterns und wurde im Dezember 2007 an die Hamburger Hochbahn beziehungsweise an deren Tochtergesellschaft Benex vergeben. Ziel dieser Ausschreibung war eine Ausweitung und Modernisierung des Nahverkehrsangebotes für die Fahrgäste auf den von Regensburg ausgehenden Strecken nach Landshut, Neumarkt und Plattling sowie auf der gesamten Donautalbahn. Die Betriebsaufnahme zwischen Regensburg und Ingolstadt sowie auf den übrigen Strecken des Regensburger Sterns durch die Benex-Tochter Agilis fand zum Fahrplanwechsel am 12. Dezember 2010 statt, die Leistungen auf der Donautalbahn wurden am 11. Dezember 2011 aufgenommen.
Es finden bis zu 20 Prozent mehr Zugfahrten als bisher statt. Insbesondere zur Hauptverkehrszeit, in den Abendstunden sowie am Wochenende verkehren zusätzliche Züge. Seit 11. Dezember 2011 gibt es auf der Donautalbahn außerdem besondere Agilis-Schnellzüge, die die drei Großstädte Regensburg, Ingolstadt und Ulm miteinander verbinden. Da diese Schnellzüge nicht mehr an jeder Station halten, benötigen sie für ihre Fahrt von Regensburg nach Ulm nur noch etwa zweieinhalb Stunden und sind damit rund eine Stunde schneller unterwegs als die normalen Züge mit insgesamt 32 Halten und einer Fahrzeit von etwa dreieinhalb Stunden.
Besonders bedeutend ist die Donautalbahn für den Güterverkehr, vor allem in Hinblick auf die Erdölraffinerien in Ingolstadt, Vohburg und Neustadt an der Donau sowie den Chemiepark bei Münchsmünster. Für die Verkehrsanbindung des Audi-Werkes in Ingolstadt sowie der Donauhäfen in Kelheim und Regensburg ist die Strecke sehr wichtig.
Zum Fahrplanwechsel im Dezember 2024 wurde der Bahnhof Vohburg in Vohburg-Rockolding umbenannt.

## Planungen
Im Rahmen von im Jahr 2026 geplanten „Generalsanierungen“, zwischen Nürnberg und Regensburg bzw. Obertraubling und Passau, soll der Personenverkehr auf der Strecke wesentlich reduziert werden, um einen teilweisen Güterverkehr zu ermöglichen. Das Verkehrsunternehmen Agilis sieht sich aufgrund dieser weitreichenden Einschränkungen in seiner Existenz bedroht und hatte daher Beschwerde vor der Bundesnetzagentur eingelegt. Diese Beschwerde hatte keinen Erfolg.
Für Sanierungsarbeiten soll die Strecke vom 4. Juli bis 2. September 2025 in unterschiedlichen Phasen teilweise und voll gesperrt werden. Dabei sollen 23 Millionen Euro investiert werden. Vom 10. Dezember 2027 bis 28. April 2028 ist eine weitere Vollsperrung geplant.

### Bahnhof Abensberg
Im Bahnhof Abensberg soll in den nächsten Jahren eine neue Unterführung, am Gleis 2 ein neuer Außenbahnsteig errichtet und das Stellwerk für die Fernsteuerung hergerichtet werden. Der Bahnsteig am Gleis 1 wurde Ende 2016 saniert und erhöht, um den Einstieg in die Fahrzeuge zu erleichtern. Auf einer Freifläche am Bahnhof wurden vorher bereits ein Kiosk und ein öffentliches WC errichtet. Der Wartesaal im Bahnhofsgebäude wurde geschlossen. Inzwischen wurde auch der Kiosk geschlossen. Im Januar 2024 eröffnete die Stadt Abensberg in dem Gebäude unter dem Namen „TreffPunkt“ einen Begegnungs- und Veranstaltungsraum.

### Bahnhof Thaldorf-Weltenburg
Zur Stabilisierung des Fahrplanes und in Zusammenhang mit dem Mehrverkehr zum im Herbst 2013 eröffneten Audi-Werk in Münchsmünster war geplant, den 2003 geschlossenen Bahnhof Thaldorf-Weltenburg im Jahr 2013 wieder zu errichten. Der Bahnhof sollte ein 750 Meter langes Überholgleis erhalten. Die mitten im alten Bahnhof aufgestellten Selbstblocksignale 101 und 102 sollten zugunsten entsprechender Ein- und Ausfahrsignale wieder abgebaut werden. Dadurch sollte auf dem recht langen Abschnitt zwischen Saal und Abensberg eine neue Möglichkeit für Kreuzungen und Überholungen sowie eine dritte Blockstrecke geschaffen werden.
Im dritten Gutachterentwurf des Deutschlandtakts ist für 13 Millionen Euro ein Kreuzungsbahnhof in Thaldorf-Weltenburg für den Güterverkehr vorgesehen.

### Vohburg–Münchsmünster
Im dritten Gutachterentwurf des Deutschlandtakts sind 46 Millionen Euro für einen zweigleisigen Ausbau zwischen Vohburg und Münchsmünster vorgesehen, um die auf diesem Abschnitt vorgesehenen Begegnungen von Regionalzügen zu ermöglichen.